# Persist
Persist az Amerikai Egyesült Államok északnyugati részén, Oregon állam Jackson megyéjében, a Rogue folyó mentén elhelyezkedő kísértetváros.

## Története
Nevét azért kapta, mert egy évtizedig „létezett” (persist) posta nélkül. Az 1902 és 1935 között működő hivatal első vezetője a megnyitásért küzdő William W. Willitts volt.

## Fordítás
- Ez a szócikk részben vagy egészben  a   Persist, Oregon című angol Wikipédia-szócikk ezen változatának fordításán alapul.  Az eredeti cikk szerkesztőit annak laptörténete sorolja fel. Ez a jelzés csupán a megfogalmazás eredetét és a szerzői jogokat jelzi, nem szolgál a cikkben szereplő információk forrásmegjelöléseként.